# Akwasi Afrifa
Akwasi Afrifa (ur. 24 kwietnia 1936, zm. 26 czerwca 1979) – ghański rolnik, generał (brygadier) i polityk.
Ukończył Royal Military Academy Sandhurst. W 1966 wszedł w skład Narodowej Rady Wyzwolenia po obaleniu prezydenta Kwame Nkrumaha. Następnie objął urząd ministra finansów (1967-1969) i szefa państwa jako przewodniczący Narodowej Rady Wyzwolenia (od października 1969 Rady Prezydenckiej). Był także ministrem gospodarki. Przekazał władzę cywilnemu rządowi, jednak w po przewrocie wojskowym Jerry'ego Johna Rawlingsa w 1979, na skutek oskarżeń o korupcję, został rozstrzelany.